# Glikozidna hidrolaza
Glikozidne hidrolaze  (glikozidaze ili glikozil-hidrolaze) pomažu u hidrolizi glikozidnih veza u složenim šećerima. Glikozidaze su ekstremno rasprostranjeni enzimi. Njihova uloga u prirodi obuhvata degradaciju biomase kao što su celuloza i hemiceluloza, u okviru antibakterijske odbrambene strategije (npr. lizozim), u mehanizmima patogeneze (kao virusne neuraminidaze) i u normalnim ćelijskim funkcijama (kao u programiranju manozidaza koje su učestvuju u biosintezi N-vezanih glikoproteina. Zajedno sa glikoziltransferazama, glikozidaze formiraju glavnu katalitičku mašineriju za sintezu i raskidanje glikozidnih veza.

## Rasprostranjenje i značaj
Glikozid-hidrolaze se nalaze u suštini svih domena života. U prokariotima se javljaju i kao unutarćelijski i vanćelijski enzimi, koji su u velikoj meri uključeni u akviziciju hranljivuh materija. Jedna od važnih varijanti glikozid-hidrolaza u bakterijama je enzim beta-galaktozidaza (LacZ), koji je uključen u regulaciju ekspresije lac operona kod E. coli. Kod viših organizama, glikozid-hidrolaze se nalaze u endoplazmatskom retikulumu i Golđijevom aparatu gde doprinose obradi N-vezanih glikoproteina, i u lizozomima kao enzimi koji učestvuju u razgradnji ugljeno hidratnih struktura. Nedostatak specifičnih lizozomnih glikozid-hidrolaza može dovesti do niza poremećaja lizozomnog skladištenja, koji izazivaju probleme u razvoju ili smrt. Glikozidne hidrolaze se nalaze u probavnom traktu i u pljuvački, gde razlažu složene ugljene hidrate, kao što su laktoza, skrob, saharoza i trehaloza. U crevima se nalaze kao glikozilfosfatidilno vezani enzimi na endotelnim ćelijama. Za razgradnju mlečnog šećera laktoze, potreban je enzim laktaza, koja je u visokoj koncentraciji prisutan kod novorođenčadi, ali se u većem delu populacije njegova zastuplenost smanjuje nakon prestanka sisanja ili tokom ranog detinjstva, što potencijalno dovodi do netolerancije laktoze kod odraslih osoba. Enzim O-GlcNAkaza učestvuje u uklanjanju N-Acetilglukozaminskih grupa sa serinskih i treoninskih ostataka u citoplazmi i ćelijskom jedru. Glikozid-hidrolaze učestvuju u biosintezi i degradaciju glikogena u organizmu.

## Klasifikacija
Glikozid-hidrolaze su svrstane u kategoriju EC 3.2.1 kao enzimi koji katalizuju hidrolizu O- ili S-glikozida. Mogu se svrstati i u skladu sa stehiometrijskim ishodom hidrolizne reakcija: na taj način mogu biti enzimi retencije ili reverzije. Glikozid-hidrolaze se mogu klasificirati kao egzo- ili endo delujuće, zavisno od toga da li deluju na (obično neredukujući) kraj ili sredinu datog oligo/polisaharidnog lanca. Glikozidne hidrolaze se mogu klasikovati metodama koje se zasnivaju na svojstvim sekvence ili strukture.

### Klasifikacija na osnovu sekvenci
Klasifikacije koja je zasnovana na strukturi sekvenci je među najmoćnijim intuitivnim metodima za predlaganje moguće funkcije novootkrivenih enzima, koji ranije nisu biohemijski ispitani. Klasifikacijski sistem za glikozilne hidrolaze, na osnovu sličnosti sekvenci, doveo je do definicije više od 100 različitih enzimskih porodica. Ova klasifikacija je dostupna na web stranici Cazy (aktivni enzimi za ugljene hidrate), što je baza podataka koja nudi niz redovno ažuririh sekvenci na osnovu klasifikacije koja omogućava pouzdano predviđanje mehanizma (zadržavanje/inverzija), aktivnih mesta ostataka i mogućih podloga. Onlajn bazu podataka podržava CAZypedia, onlajn enciklopedija ugljeno hidratnih aktivnih enzima, na osnovu trodimenzionalne sličnosti struktura. Porodice sekvenci su zasnovane na svrstavanju u klanove povezanih struktura. Nedavni napredak u analizi glikozidnih sekvenci i odnosa 3D struktura, omogućio je predlaganje produžene hijerarhijske klasifikacije glikozidnih hidrolaza.

## Mehanizmi

### Inverzna glikozidna hidrolaza
Invertirajući enzimi koriste dva, obično karboksilatna enzimska ostatka, koji se ponašaju kao kiseline i baze, kao što je prikazano u nastavku za β-glukozidaze:

### Retencijska glikozidna hidrolaza
Retencijske glikozidaze deluju mehanizmom sa dva koraka, a svaki korak rezultira u inverziji, uz neto retenciju stereohemije. Opet su uključena dva ostatka, koji su obično nastala od enzimskog karboksilata. Jedan se ponaša kao nukleofil, a drugi kao kiselina/baza. U prvom koraku nukleofil napada anomerni centar, što rezultira u formiranju međuprodukta glikozilnog enzima, sa kiselinskom pomoći koju pruža kiselinski karboksilat. U drugom koraku, sada deprotonirani kiseli karboksilati, deluju kao baze i pomažu nukleofilnoj vodi da hidrolizuje međuprodukt glikozilnih enzima, dajući hidrolizirani proizvod. U nastavku je mehanizam za lizozim kokošjeg belanceta.
Alternativni mehanizam za hidrolize sa retencijom stereohemije može se javiti putem nukleofilnog ostatka koji je vezan za podlogu, a ne za enzim. Takvi mehanizmi su zajednički za određene N-acetilheksozaminidaze, koje imaju acetamido grupu, sa učešćem susednih grupa sa kojima formiraju međuproizvod oksazolin ili oksazolinski jon. Mehanizam se i ovde odvija u dva koraka, putem individualne inverzije koja dovodi do neto retencije kofiguracije.

## Nomenklatura i primjeri
Glikozidne hidrolaze se obično nazvaju po podlozi na koju deluju. Tako glulozidaze katalizuju hidrolizu glikozida, a ksilanaza katalizuje razlaganje ksiloze na bazi homopolimernog ksilana. Ostali primeri uključuju laktazu, amilazu, hitinazu, saharazu, maltazu, neuramnidazu, invertazu, hujaluronidazu i lizozim.

## Upotreba
Glikozidne hidrolaze imaju razne namene, uključujući razlaganje biljnog materijala (npr. celulaze za pretvaranje celuloze u glukozu, koja se može koristiti za proizvodnju etanola), u prehrambenoj industriji (invertaza za proizvodnju invertnog šećera, amilaza za proizvodnju maltodekstrina), te u industriji celuloze i papira (ksilanaze za odvajanje hemiceloze od celuloze). Celulaze se dodaju deterdžentima za pranje pamučnih tkanina i pomažu održavanju boje kroz uklanjanje mikrovlakana koja se podižu sa površine niti za vreme trošenja.
U organskoj hemiji, glikozidne hidrolaze se mogu koristiti kao sintetički katalizatori za formiranje glikozidne veze ili za obrnutu hidrolizu (kinetički pristup), gde se ukida ravnotežni položaj. Alternativa je transglikozacija (kinetički pristup) pri čemu retencija glikozid-hidrolaze može katalizovati transfer glikozilne polovine aktiviranog glikozida na akceptor alkohola, pri čemu se dobija novi glikozid.
Mutantne glikozidne hidrolaze, zvane glikosintaze, omogućavaju sintezu glikozida sa visokim prinosom aktiviranog glikozilnog donora, kao što su glikozil-fluoridi. Glikosintaze se obično formiraju od retencijske glikozidne hidrolaze putem usmerenog mesta mutageneze enzimskog nukleofila na neke druge manje nukleofilne grupe, kao što su alaninske ili glicinske. Druga grupa mutantnih glikozidnih hidrolaza, zvanih tioglikoligaze, koje mogu biti formirane putem usmerene mutageneze kiselo-baznih ostataka retencijske glikozidne hidrolaze. Tioglikoligaze katalizuju kondenzaciju aktiviranog glikozida i raznih akceptora koji sadrže tiol.

## Inhibitori
Za mnoga jedinjenja se zna da mogu da deluju kao inhibitori aktivnosti glikozidnih hidrolaza. U prirodi se mogu nači heterociklusi koji sadrže kiseonik u 'šećernom obliku', uključujući i dezoksinojirimicin, svainsonin, australin i kastanospermin. Od ovih prirodnih obrazaca, razvijeni su mnogi drugi inhibitori, uključujući i izofagomin i dezoksigalaktonojirimicin i razna nezasićena jedinjenja, kao što su PUGNAc. Inhibitori koji su u kliničkoj upotrebi uključuju anti-dijabetesne lekove akarboza i miglitol i antivirusnie lekove oseltamivir i zanamivir. Pronađeno je neki proteini mogu da deluju kao inhibitori glikozidnih hidrolaza.

## Spoljašnje veze
- Cazypedia, an online encyclopedia of the "CAZymes," the carbohydrate-active enzymes and binding proteins involved in the synthesis and degradation of complex carbohydrates
- Carbohydrate-Active enZYmes Database
- ExPASy classification Архивирано на веб-сајту  (30. април 2011)
- Glycoside+hydrolases на 